# Cattedrale di San Giuseppe Operaio
La Cattedrale di San Giuseppe Operaio (Cathedral of Saint Joseph the Workman in lingua inglese) è una chiesa cattolica sita nella cittadina statunitense di La Crosse, nello stato del Wisconsin, al civico 530 di Main Street.
Costruita in calcare, è dotata di un alto campanile che svetta sulle circostanti case del centro di La Crosse. È la sede episcopale della diocesi.
Nella Cappella del Santissimo Sacramento, all'interno della cattedrale, sono inumate le salme dei vescovi della diocesi:
- Kilian Caspar Flasch
- James Schwebach
- Alexander Joseph McGavick
- John Patrick Treacy
- Frederick William Freking
- John Joseph Paul

Le salme degli altri due vescovi, Michael Heiss e William Richard Griffin invece, sono inumate, rispettivamente, a Saint Francis, nella cappella del Seminario San Francesco di Sales, e a Chicago, nel Cimitero Calvary.

## Galleria d'immagini

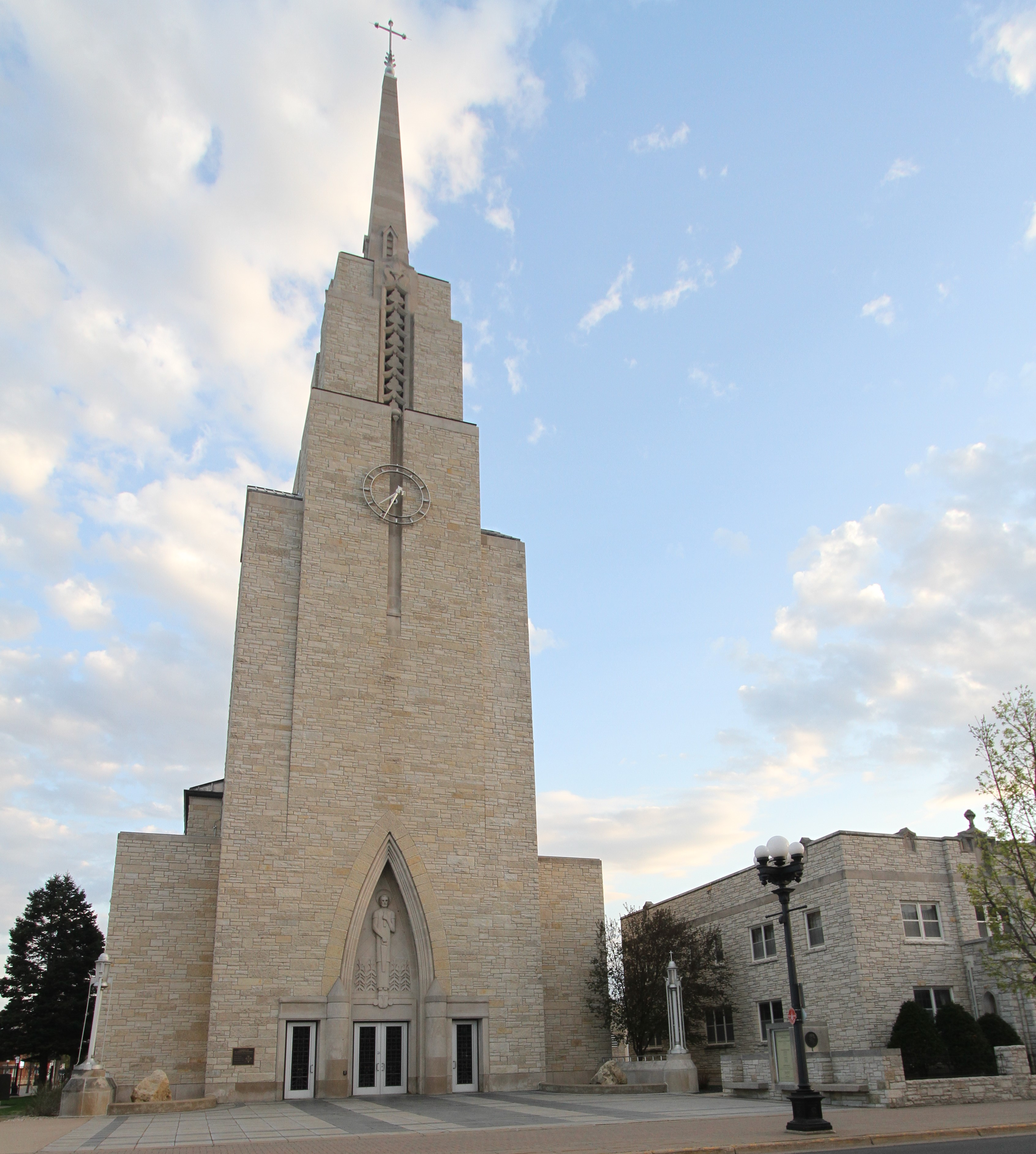
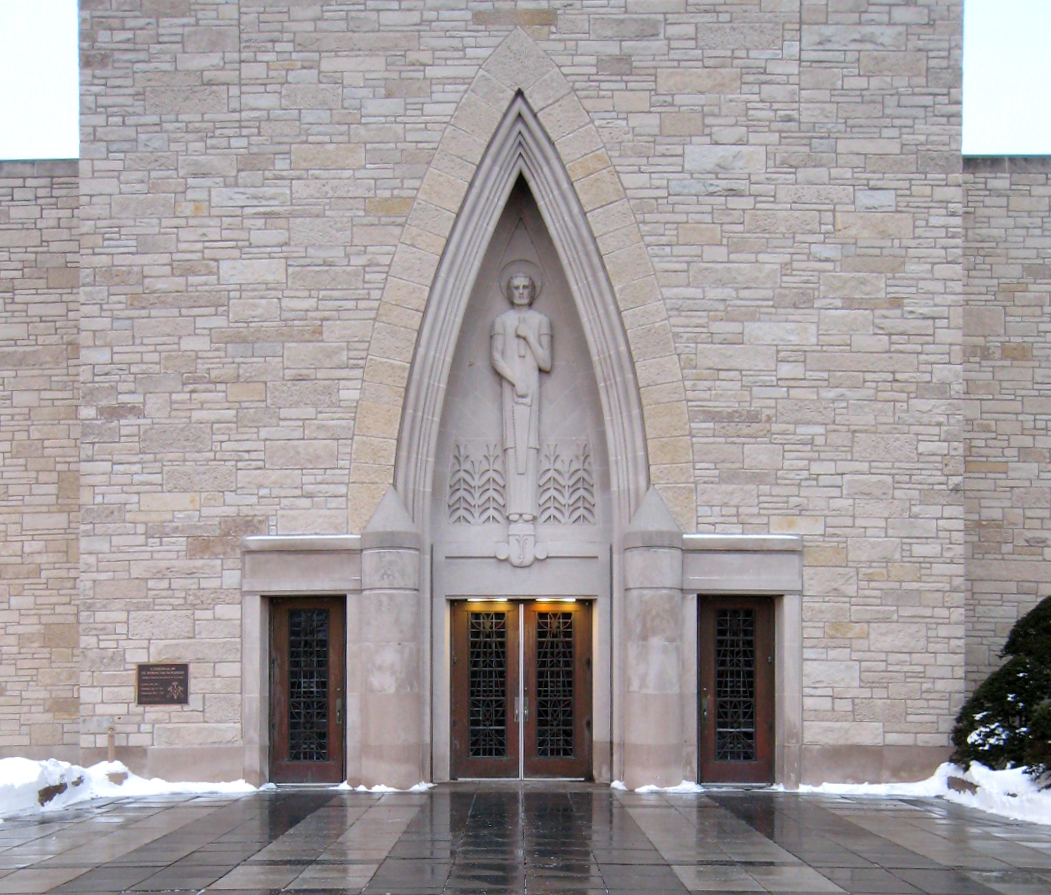
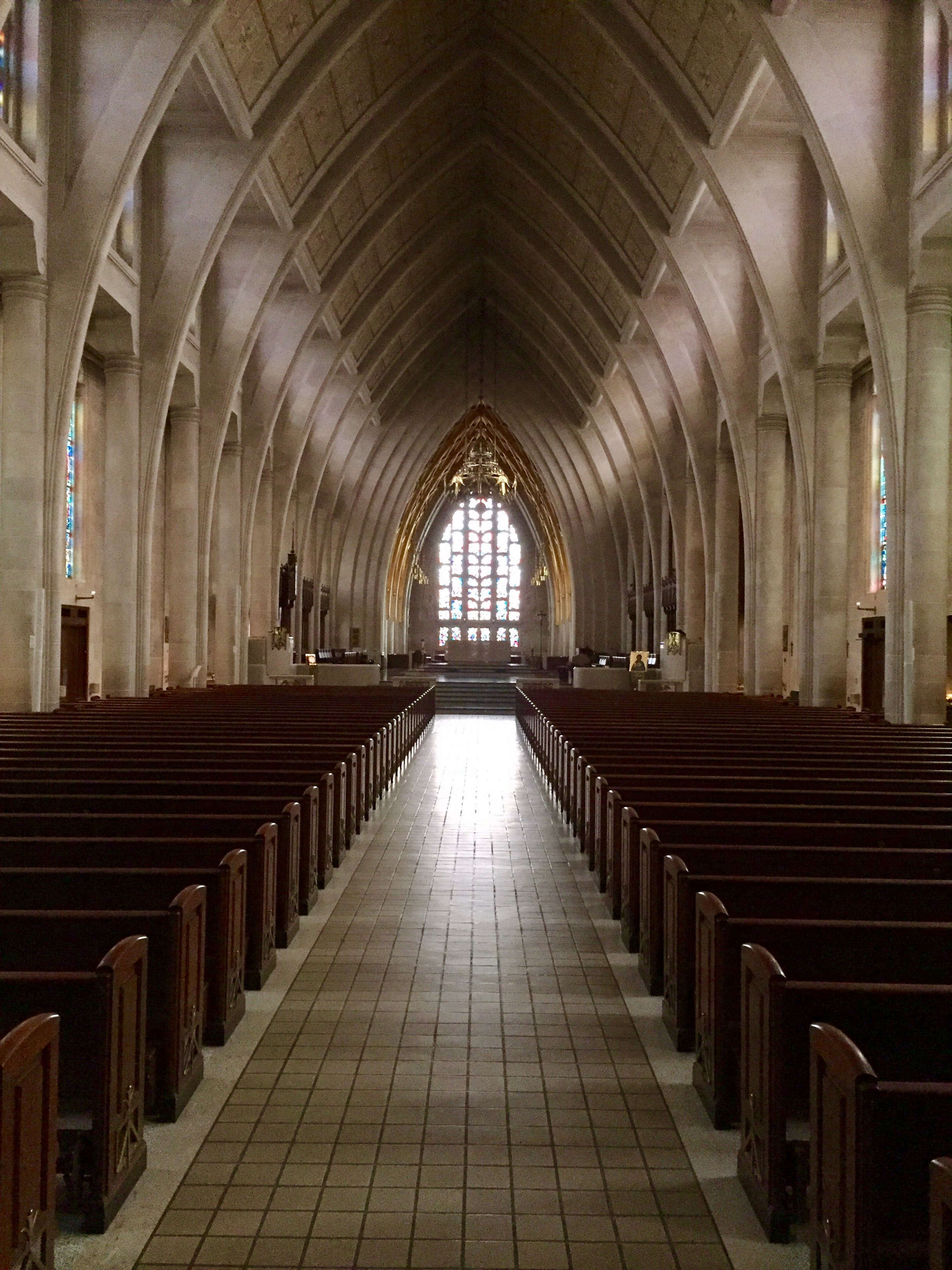